# گل‌کوب‌های ده‌پر
گُل‌کوب‌های ده‌پر (نام علمی: Prionochilus) نام یک سرده از تیره گل‌کوبان است.